# Anisozyga erotyla
Anisozyga erotyla är en fjärilsart som beskrevs av Turner 1910. Anisozyga erotyla ingår i släktet Anisozyga och familjen mätare. Inga underarter finns listade i Catalogue of Life.